# Metapedia
Metapedia es una enciclopedia electrónica multilingüe de extrema derecha, la cual declara que se centra en temas de cultura, arte, ciencia, filosofía y política. Contiene puntos de vista propios de la ultraderecha, el nacionalismo blanco, la supremacía blanca y el neonazismo. Fue lanzada oficialmente el 26 de octubre de 2006 con la edición en lengua sueca. La sección inglesa fue lanzada el 28 de abril de 2007. La versión en español fue lanzada el 12 de octubre de 2007. La versión húngara es la que tiene más artículos, pues llegó a contar con 147.650 en la última revisión del 15 de junio de 2015, aunque su contenido no se encuentra disponible en la actualidad.

## Historia
La Metapedia sueca fue fundada en 2006 por Anders Lagerström, un editor neonazi de Linköping, Suecia.

Anders Lagerström ha estado involucrado durante mucho tiempo en las organizaciones de extrema derecha. En 2000, fue condenado por haber rociado gas lacrimógeno en la cara de un policía. En 2002 comenzó la editorial Nórdica, que se especializa en la emisión y venta de literatura nazi y de música del poder blanco. Lagerström es también una figura prominente en la Asociación Nórdica. La organización nazi lo quiere para formar una “nación nórdica”. En el sitio web de la organización dice lo siguiente acerca de cómo esta nación imaginaria debería ser: “Significa una sociedad habitada por un pueblo y un gobierno y los medios de comunicación están completamente bajo control nórdico”

A pesar de las conexiones de Lagerström con sectores ultraderechistas suecos, Metapedia no menciona esto en ninguno de sus sitios, y en cambio establece que se trata de una «enciclopedia alternativa  [...] que se centra en temas como cultura, arte, ciencia, filosofía y política».
El historiador sueco Rasmus Fleischer escribió que "en 2007, otra red se comenzó a cristalizar dentro de la derecha radical europea pero con un carácter ideológico muy diferente. Activistas del grupo sueco Nordiska Förbundet hicieron un esfuerzo coordinado para utilizar Internet y propagar una imagen más 'positiva' del neofascismo, denominado por ellos «tercera posición» y «política nacional revolucionaria». Crearon un portal de blogs (Motpol.nu), una comunidad web (Nordisk.nu) y un sitio wiki (Metapedia). Hoy en día existe una docena de ediciones de Metapedia, haciéndolo un medio vital para la diseminación de la ideología etiquetada como «multi-fascista». Metapedia tiende a promover el antisemitismo de manera cautelosa, no declarándolo demasiado en palabras pero en cambio utilizando el formato de hipervínculos wiki para hacer insinuaciones acerca de una conspiración judía".

## Contenido
El logotipo de Metapedia presenta la cabeza de una escultura ("Juventud") creada por el artista alemán Arno Breker. Según los administradores, Metapedia pretende ser “un recurso web para los activistas proeuropeos". El eslogan de Metapedia: Countering semantic distortion worldwide (La lucha contra la distorsión semántica en todo el mundo), hace alusión a una influencia en la cultura y el discurso social a través de diversas actividades culturales, en este caso, la compilación de diccionarios y enciclopedias en línea. Asimismo, el contenido es presentado de manera similar a Wikipedia, como lo señala Klein:

Metapedia se anuncia como una fuente alternativa de información. Este sitio nacionalista blanco está diseñado para ofrecer a los usuarios de Internet una salida educativa sobre decenas de miles de temas, proporcionando, por supuesto, un giro racial en sus explicaciones (por ejemplo: una búsqueda de la palabra 'homosexual' en Metapedia conduce automáticamente a una definición del término 'sodomita'). Metapedia, se ve y se comporta como Wikipedia, además también se ofrece en diez idiomas diferentes.

El sitio tiene más de 20.000 artículos en inglés y tiene versiones en diecisiete lenguas europeas. Los temas que cubre incluyen historia europea, mitología nórdica, y música nacionalista blanca. El sitio web The Register indicó, en una nota, que “un buen porcentaje del contenido de Metapedia parece estar dedicado a Odín, la Orden Blanca de Thule, runas, y otros temas que sin duda habría encontrado el favor del aficionado al esoterismo ario; Heinrich Himmler.” El periódico Crítica de la Argentina afirmó que Metapedia contiene descripciones «apologéticas» de Adolf Hitler y otras figuras nazis. Daniel Goldhagen lo describió como la búsqueda “para crear (actualmente en 18 lenguas) un universo informativo antisemita.”
Según la Oficina para la Protección de la Constitución de Renania del Norte-Westfalia, los artículos de Metapedia se caracterizan por el revisionismo histórico y la alabanza a la Alemania nazi. Por esta razón, el Departamento Federal alemán para los medios de comunicación dañinos a personas jóvenes (Bundesprüfstelle für jugendgefährdende Medien por sus siglas en alemán) comenzó un proceso de indexación, el cual examinaría si Metapedia es “nocivo para los jóvenes”.
A principios de 2007, medio año después del lanzamiento de la versión sueca, Metapedia recibió mucha atención de los medios suecos por su semejanza a Wikipedia y a algunos de sus contenidos, en particular por su caracterización positiva de muchas personalidades alemanas nazis, por catalogar a los judíos en los medios de comunicación suecos, y por caracterizar compañías suecas como “de dueños suecos” o “de dueños judíos”. Esto llevó a una investigación que fue iniciada en Suecia, en la cual el Canciller de Justicia (Justitiekanslern) examinó si el sitio tendría que ser procesado por incitar al odio o por violar la ley sobre privacidad sueca (Personuppgiftslagen). Después de revisar los contenidos del sitio, el Canciller de Justicia decidió terminar las investigaciones, ya que no se encontró nada que violara el Acta de Libertad de Expresión (Yttrandefrihetsgrundlagen) o la Ley de Privacidad. En enero de 2009, en respuesta a una mayor atención prestada al sitio, el canciller de justicia sueco opinó que Metapedia presenta una imagen positiva de Adolf Hitler, pero decidió no reiniciar la investigación, ya que esto no era ilegal.
Algunos críticos han señalado que Metapedia no debería utilizarse como una fuente de consulta, debido a la inclinación ideológica y al sesgo que existe en ella, y debido al parecido editorial con Wikipedia, lo cual podría desorientar a los lectores.

## Operación
La operación de Metapedia depende de MediaWiki, un software libre, de código abierto y wiki basado en una plataforma de software escrita en PHP y construido con la base de datos de MySQL.
El proyecto Metapedia comenzó por el editor Anders Lagerström. El sitio web está encabezado por Langerström y por Lennart Berg. Lennart Berg dirige el apoyo de NFSE Media AB.

## Otros proyectos similares
Thomas Leitch ha señalado que proyectos como Metapedia y Conservapedia se tratan de versiones ideológicamente rectificadas de Wikipedia; pero no sólo estas dos, porque también están Uncyclopedia, Encyclopedia Dramatica, Wikiality y Deletionpedia. Todas estas “metapedias” (dicho nombre haría alusión a que su misión va 'más allá' de una enciclopedia tradicional) buscan “corregir las limitaciones de otras fuentes al revelar sus agendas políticas o económicas, archivando su material descartado y aligerando su tono serio.”